# Carrissoa angolensis
Carrissoa es un género monotípico de plantas con flores  perteneciente a la familia Fabaceae. Su única especie: Carrissoa angolensis Baker f., es originaria de África, principalmente se encuentra en Angola.

## Taxonomía
Carrissoa angolensis fue descrita por Edmund Gilbert Baker y publicado en Bol. Soc. Brot., Ser. 2 8: 109 (1933)